# NGC 2963
NGC 2963 (другие обозначения — UGC 5222, IRAS09431+7311, MCG 12-10-3, ZWG 333.3, MK 122, ZWG 332.65, PGC 28155) — спиральная галактика с перемычкой, находится на расстоянии около 300 млн световых лет в созвездии Дракона. Открыта Уильямом Гершелем в 1785 году.
Этот объект входит в число перечисленных в оригинальной редакции «Нового общего каталога».

## Свойства
В галактике наблюдается повышенное ультрафиолетовое излучение, и потому её относят к галактикам Маркаряна. Причиной является всплеск звездообразования из-за взаимодействия с соседними галактиками. Эта галактика составляет небольшую группу вместе с парой взаимодействующих галактик NGC 2957A и B, которые находятся в 2,75′ к северо-западу. Угловые размеры галактики 1,2′×0,6′, что соответствует линейному диаметру около 100 тыс. световых лет.
В галактике в 1989 году наблюдалась сверхновая типа Ia, обозначенная SN 1989D. Её пиковая видимая звёздная величина составила 16m.

## Объект для любительских наблюдений
На фотографиях у галактики видно маленькое яркое ядро и слегка более тусклая перемычка. К югу от центра наблюдается половина кольца, соединённая с перемычкой. К северу от центра — тусклая оболочка со спиральным рукавом, отходящим к северу. При визуальном наблюдении в любительский телескоп среднего диаметра из всех членов группы видна только NGC 2963 как маленький и довольно тусклый объект с равномерной поверхностной яркостью, находящийся в 2,0′ к северу от пары тусклых звёзд поля, очень слабо вытянутый с восток-северо-востока на запад-юго-запад.